# Organisationsstruktur
Die Organisationsstruktur ist in der Organisationstheorie ein Konzept, das angibt, wie die Ablauforganisation in Personenvereinigungen dauerhaft umgesetzt werden soll.
Eine Organisationsstruktur bilden die Organisationseinheiten, auf welche Aufgaben, Kompetenzen und Verantwortung verteilt werden, also Stellen als kleinste Organisationseinheit, Instanzen (Stellen mit Leitungsbefugnis), Stabsstellen, Ausführungsstellen, Abteilungen usw.
Der Begriff der Organisationsstruktur wird zuweilen auch für das verfassungsrechtliche politische System, etwa für das politische System der Bundesrepublik Deutschland, verwendet. Hierunter fällt die Einteilung in Bund, Länder, Gemeindeverbände und Gemeinden.

## Untersuchungen
Eine Vielzahl von Autoren hat sich mit der Organisationsstruktur befasst.
Alfred D. Chandler junior postulierte 1956 aufgrund einer Untersuchung bei 50 US-Großunternehmen einen Zusammenhang, wonach Unternehmen ihre Organisationsstruktur an die von ihnen verfolgte Strategie anpassen. Danach hängt der Grad der Zentralisation oder Dezentralisation von der Kundennähe ab. Er zeigte auf, dass eine Veränderung der Organisationsstruktur trotz Veränderungsbedarfs erst bei einem Austausch der Manager vorgenommen wurde. Arthur Koestler führte 1970 den Begriff Holon ein, womit er auf einer abstrakten Ebene Organisationsstrukturen analysieren und beschreiben konnte. Er meinte damit ein Ganzen, das selbst wiederum Teil eines Ganzen darstellt wie beim sozialen System.
Im Gegensatz zu Chandler kamen andere Autoren jedoch 2002 zu dem Schluss, dass deutsche Unternehmen mit unspezifischen Organisationsstrukturen Exportquoten in vergleichbarer Höhe besaßen wie Unternehmen mit implementierten internationalen Divisionen.

## Arten
Die Organisationsstruktur von Personenvereinigungen (insbesondere Unternehmen, Institutionen und Behörden) wird traditionell unterschieden nach funktionaler, divisionaler, Matrixorganisation und Holding-Organisation. Manchmal wird auch eine produktorientierte Struktur erwähnt. Lean Development, Lean Management, Lean Production oder flache Hierarchie sind Ausprägungsformen dieser Arten.

## Organisatorische Aspekte
Teil der Ablauforganisation sind die Geschäftsprozesse, die je nach betrieblicher Funktion wie folgt eingeteilt werden:
| betriebliche Funktion | Geschäftsprozess    | Teilprozesse als Organisationsstruktur                                                                                   |
| --------------------- | ------------------- | --- |
| Beschaffung           | Beschaffungsprozess | Einkauf von Fertigungsmaterial und Fertigerzeugnissen                                                                    |
| Produktion            | Produktionsprozess  | Arbeitsvorbereitung, Fertigungstiefe, Produktionstechnik, Produktionsverfahren, Produktionskontrolle, Qualitätskontrolle |
| Arbeit                | Arbeitsprozess      | Arbeitsaufgaben, Arbeitsplatz, Arbeitsteilung, Arbeitszeit                                                               |
| Unternehmensführung   | Führungsprozess     | Managementprozess, Planungsprozess, Unternehmensstruktur Entscheidungsprozess                                            |
| Vertrieb              | Vertriebsprozess    | Marketing, Distributionslogistik                                                                                         |

Im Rahmen der Bildung einer Organisationsstruktur wird beispielsweise der Arbeitsprozess einerseits aufgeteilt und in einzelne Aktionseinheiten und Teilsysteme gegliedert (Arbeitsteilung, Dezentralisation), andererseits wird dafür gesorgt, dass an den erforderlichen Stellen eine Aufgabenzusammenführung (Zentralisation) durchgeführt wird.
Die Organisationsstruktur von Personenvereinigungen (insbesondere Unternehmen und Behörden) wird traditionell unterschieden nach funktionaler, divisionaler, Matrixorganisation und Holding-Organisation.

## Organisationssimulationen
In Computermodellen von Unternehmen fallen die Bereiche 'Organisationsstrukturen von Informationen' und 'Organisationsstrukturen von Menschen' zusammen. Dabei kommt einerseits die individuelle Organisation im Gehirn eines einzelnen Menschen zum Tragen, wie die Regeln der Unternehmensorganisation sowie die Interaktion der Daten, die zur Modellierung eingesetzt werden.